# Drosera parvula
Drosera parvula är en sileshårsväxtart som beskrevs av Jules Émile Planchon. Drosera parvula ingår i släktet sileshår, och familjen sileshårsväxter.
Artens utbredningsområde är:
- Ashmore-Cartieröarna.
- Western Australia.

## Underarter
Arten delas in i följande underarter:
- D. p. parvula
- D. p. sargentii

## Bildgalleri